# سوزان كوبر
سوزان كوبر (بالإنجليزية: Susan Cooper)‏ هي كاتبة خيال علمي وكاتِبة وكاتبة للأطفال أمريكية، ولدت في 23 مايو 1935 في بورنهم في المملكة المتحدة.

## وصلات خارجية
- الموقع الرسمي
- سوزان كوبر على موقع IMDb (الإنجليزية)
- سوزان كوبر على موقع قاعدة بيانات برودواي على الإنترنت (الإنجليزية)
- سوزان كوبر على موقع قاعدة بيانات الفيلم (الإنجليزية)